# إلياكيم مانغالا
الياكيم هانز مانغالا (بالفرنسية: Eliaquim Hans Mangala) لاعب كرة قدم فرنسي، يلعب حالياً في نادي إشتوريل برايا البرتغالي، في مركز قلب الدفاع.
شارك مع منتخب فرنسا في كأس العالم 2014 التي أقيمت في البرازيل.

## روابط خارجية
- إلياكيم مانغالا على موقع الاتحاد الدولي (مؤرشف)  (الإنجليزية)
- إلياكيم مانغالا على موقع الاتحاد الأوربي (الإنجليزية)
- إلياكيم مانغالا على موقع قاعدة بيانات كرة القدم.إي يو (الإنجليزية)
- إلياكيم مانغالا على موقع ليكيب (الفرنسية)
- إلياكيم مانغالا على موقع ناشيونال فوتبول تيمز (الإنجليزية)
- إلياكيم مانغالا على موقع Soccerbase.com (لاعب) (الإنجليزية)
- إلياكيم مانغالا على موقع Soccerway.com (الإنجليزية)
- إلياكيم مانغالا على موقع عالم كرة القدم.نت (الإنجليزية)
- إلياكيم مانغالا على موقع كووورة
- إلياكيم مانغالا على موقع AS.com (الإسبانية)